# Songo Mnara
Songo Mnara – średniowieczne miasto portowe w Afryce Wschodniej, obecnie stanowisko archeologiczne w południowo-wschodniej Tanzanii, w 1981 roku wpisane wraz z pobliskim Kilwa Kisiwani na listę światowego dziedzictwa UNESCO. W 2004 roku z powodu braku jakichkolwiek działań konserwacyjnych obiekt uznano za dziedzictwo zagrożone.
Ruiny Songo Mnara znajdują się na małej wyspie na Oceanie Indyjskim u wybrzeży kontynentu afrykańskiego, na południe od Kilwa Kisiwani. Większość istniejących tu kamiennych zabudowań powstała w okresie gwałtownego rozwoju miasta w XV i XVI wieku. Przeważającą część kompleksu ruin zajmują pozostałości domów mieszkalnych. W centrum znajdował się meczet i położony tuż przy nim cmentarz. Na południowo-zachodnich obrzeżach miasta wznosił się pałac.